# Neretva
De Neretva is een rivier die door Bosnië en Herzegovina en Kroatië loopt. De rivier is 225 kilometer lang. Daarvan liggen 203 kilometer in Bosnië en Herzegovina en 22 kilometer in Kroatië.
De Neretva ontspringt op de berg Lebršnik en stroomt naar het noordwesten langs Konjic naar het Jablanicameer; vervolgens buigt de rivier naar het zuidwesten richting Mostar om uit te komen in de Adriatische Zee. De rivierdelta bestaat uit een uitgestrekt moerasveld waar honderden vogelsoorten voorkomen.
- Gemeinsame Normdatei: 4075276-8
- Library of Congress Control Number: sh85090885
- Nationale Bibliotheek van Tsjechië: ge525449
- Nationale Bibliotheek van Israël: 987007565644605171
- Virtual International Authority File: 247185012